# سمیلتکا
سمیلتکا (انگلیسی: Semiletka) یک شهرک در شهرستان دیورتیورلینسکی در استان باشقیرستان کشور روسیه است.